# Coelia
Coelia es un género con cinco especies de orquídeas de hábito terrestres y epífitas. Se encuentran en las Indias Occidentales en Centroamérica.

## Descripción
A las especies de este género se le han añadido las cuatro que pertenecían al género Bothriochilus Lemaire.
Son plantas terrestres y epífitas y se caracterizan un pseudobulbo ovoide o elíptico de color verde oliva del que surgen cinco hojas apicales, pecioladas, lineares-lanceoladas y blandas con una inflorescencia en racimo con fragantes flores carnosas que no se abren totalmente.

## Taxonomía
El género fue descrito por John Lindley y publicado en The Genera and Species of Orchidaceous Plants 36. 1830.

## Especies
- Coelia bella  (Lem.) Rchb.f. in W.G.Walpers (1861)
- Coelia densiflora Rolfe (1906)
- Coelia guatemalensis Rchb.f.  (1861)
- Coelia macrostachya Lindl.  (1842)
- Coelia triptera (Sm.) G. Don ex Steud. (1840)